# Pleminia vicina
Pleminia vicina är en insektsart som beskrevs av Brunner von Wattenwyl 1895. Pleminia vicina ingår i släktet Pleminia och familjen vårtbitare. Inga underarter finns listade i Catalogue of Life.